# Macronus
Genre
Le genre Macronus regroupe cinq espèces de timalies, passereaux de la famille des Timaliidae.

## Liste des espèces
D'après la classification de référence (version 13.2, 20023) du Congrès ornithologique international (ordre phylogénique) :
- Macronus striaticeps – Timalie brune
- Macronus ptilosus – Timalie chamasa